# Halveringstykkelse
Halveringstykkelse er et mål for, hvor tykt et lag af et materiale, der skal til for at halvere intensiteten af en stråling.
(Halveringstykkelse er analog med halveringstid).
Vi ved fra matematikken, at når noget aftager med en fast procent, kaldes det eksponentiel vækst. Mange eksempler viser, at strålings absorption i stof ofte kan beskrives med god præcision ved en eksponentiel model. Altså, hvis strålingen med oprindelig intensitet (I0) trænger gennem et lag/stof med tykkelsen (x), så vil intensiteten på den anden side derved være således:   
{\displaystyle I=I_{0}\cdot a^{x}}
Den stoftykkelse (x1/2), som fører til en halvering af den såkaldte strålingsintensitet, kaldes for halveringstykkelsen. Ud fra teorien om eksponentielt aftagende funktioner ved vi derfor, at halveringstykkelse er givet ved denne formel:   
{\displaystyle x_{1/2}={\frac {\log({\frac {1}{2}})}{\log(a)}}}

## Anvendelser i sundhedsvæsenet m.v.
For elektromagnetisk stråling, som fx gammastråling, gælder, at halveringstykkelsen i materialer med høj densitet (fx bly), er meget mindre end halveringstykkelsen i fx vand eller luft. Halveringstykkelsen afhænger derimod ikke af strålingens intensitet
Halveringstykkelsen afhænger desuden kraftigt af strålingens fotonenergi. Dette er fx vigtigt i sundhedsvæsenet. Til en røntgenundersøgelse hos tandlægen udsættes man for stråling med fotonenergier omkring 0,05 MeV, og personalet kan derfor opnå god beskyttelse blot med et blyforklæde (halveringstykkelse ca. 0,1 mm i bly) eller ved at gå om bag en mur (halveringstykkelse ca. 1 cm i beton). 
Helt anderledes er det ved strålebehandling af kræft. Her benytter personalet ikke blyforklæder, da disse ikke yder nævneværdig beskyttelse ved de høje fotonenergier, som anvendes her (måske 5 MeV). En almindelig betonmur er heller ikke tilstrækkelig - denne kun vil tage omkring halvdelen af strålingen (halveringstykkelse ca 10 cm i beton). I stedet er disse faciliteter beskyttet af blymure (halveringstykkelse cirka 1 cm i bly).
Som et tredje eksempel, som er relevant for de gammakilder som benyttes til skolebrug, kan man nævne, at halveringstykkelsen i bly for stråling fra Ba-137 (som primært består af fotoner med energien 0,662 MeV) er ca. 6,5 mm .

## Fysikken bag begrebet
Dæmpning af elektromagnetisk stråling i materialer kan grundlæggende forklares ved tre forskellige processer, nemlig den fotoelektriske effekt, Compton-spredning og pardannelse. Hvilken af de tre effekter der er dominerende varierer efter fotonenergien. Fotoelektrisk effekt dominerer ved lave energier (UV-stråling og til dels røntgenstråling), mens Comptonspredning begynder at dominere ved typiske røntgen- eller gammastrålingsenergier. Pardannelse kan ikke finde sted for fotonenergier under 1,022 MeV, og (afhængigt af materialet ) skal man typisk op på væsentligt højere energier inden effekten begynder at spille en nævneværdig rolle.